# الدميم (القفر)

تعديل مصدري - تعديل

الدميم هي إحدى قرى عزلة بني سيف العالي بمديرية القفر التابعة لمحافظة إب، بلغ تعداد سكانها 341 نسمة حسب تعداد اليمن لعام 2004.